# Lisanne Bakker
Lisanne Bakker (* 17. September 2000 in Alkmaar) ist eine niederländische Handballspielerin auf der Position Handballtorwart. Auch als Beachhandballspielerin spielt sie auf dieser Position und ist niederländische Nationalspielerin.

## Hallenhandball
Lisanne Bakker lebt in Schagerbrug. Seit 2018 studiert sie an der Johan Cruyff Academy in Amsterdam. Sie spielte bis 2012 für HVS, seitdem für den niederländischen Erstligisten JuRo Unirek/VZV, zunächst bei den Juniorinnen, mittlerweile in der ersten Frauenmannschaft. 2018/19 wurde sie Dritte mit ihrer Mannschaft, auch 2019/20 war sie mit JuRo Unirek nach der Vorrunde Drittplatzierte, als die Meisterschaftssaison aufgrund der COVID-19-Pandemie eingestellt wurde.

## Beachhandball

### Juniorinnenbereich
Ihre bislang größeren Erfolge erreichte Bakker im Beachhandball, wo sie 2016 in Nazaré erstmals an Junioreneuropameisterschaften (U 16) teilnahm. Beim ersten Sieg gegen Russland wurde Bakker noch nicht eingesetzt, an den beiden folgenden Siegen in der Vorrunde gegen Spanien und Bulgarien war sie aktiv beteiligt, gegen Bulgarien steuerte sie auch zwei Punkte zum Sieg bei. Als Gruppenerste zogen die Niederländerinnen in das Viertelfinale gegen Italien ein, das sie in zwei Sätzen klar schlugen. Das hart umkämpfte Halbfinale gegen Norwegen gewannen die Niederlande im Shootout, Bakker steuerte vier Punkte bei. Im Finale trafen die Niederländerinnen auf Spanien, das sie in zwei Sätzen bezwangen und vor allem in der ersten Hälfte mit 17:6 Punkten dominierten. Auch im Finale erzielte Bakker zwei Punkte.
Auch 2017 gehörte Bakker am Jarun-See bei Zagreb zum niederländischen Aufgebot bei den Junioreneuropameisterschaften (U 17). In der Vorrunde gelangen gegen die Ukraine, Rumänien, Polen und Deutschland klare Zweisatzsiege, nur beim letzten Spiel gegen den Mitfavoriten Ungarn gewannen die Niederländerinnen erst im Shootout. Gegen Polen erzielte Bakker die für eine Torhüterin ungewöhnlich hohe Zahl von acht Punkten und war damit hinter Anna Buter und Lynn Klesser mit je 10 Punkten drittbeste Werferin. Als unbesiegte Gruppenerste gingen die Niederländerinnen in die K.-o.-Spiele. Auch das Viertelfinalspiel gegen Litauen wurde klar gewonnen. Im Halbfinale wurde Deutschland im Shootout besiegt. Das Finale gegen die Auswahl Portugals wurde in zwei hart umkämpften Durchgängen gewonnen und die Niederländerinnen gewannen erneut den Titel.
Im Monat darauf gehörte Bakker zur niederländischen Auswahl, die an den erstmals ausgetragenen U-17-Weltmeisterschaften in Flic-en-Flac auf Mauritius teilnahm. Nach einem deutlichen Sieg über Taiwan in ihrer Vorrundengruppe waren sie als erste der Gruppe für die Hauptrunde qualifiziert, da die beiden anderen Gruppengegnerinnen aus Brasilien und Togo ihre Mannschaften zurückgezogen hatten. In der Hauptrunden-Gruppe wurden mit Kroatien, Argentinien und Ungarn drei Weltklasse-Nachwuchsmannschaften besiegt, wenngleich Argentinien und Ungarn erst im Shootout. Verlustpunktfrei gingen die Niederländerinnen in die K.-o.-Spiele. Nach einem Sieg im Viertelfinale über Thailand wurde im Halbfinale Argentinien besiegt. Erst im Finale musste Bakker mit ihrer Mannschaft die erste Niederlage des Turniers hinnehmen, sie unterlagen Ungarn im Shootout.
Bei den U-18-Junioreneuropameisterschaften 2018 in Ulcinj, Montenegro ersetzten ihre Mannschaftskolleginnen Iris Hoekenga sowie Zoë Bron Bakker und Lieke van der Linden, die bis dato immer gemeinsam das Torhüterduo gebildet hatten.

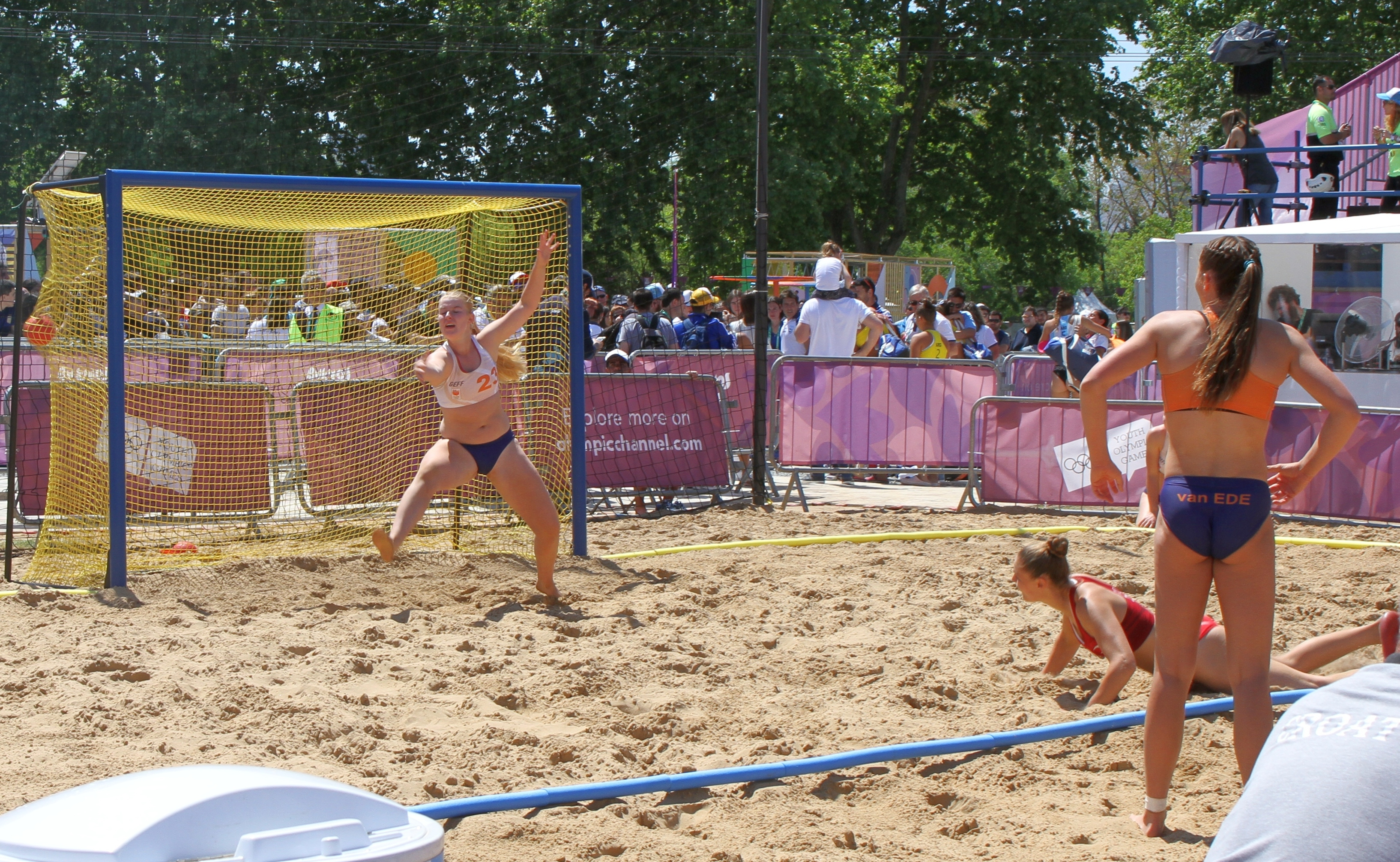
Bakker beim vergeblichen Versuch einen Strafwurf von Nika Vojnović im Halbfinalspiel der Olympischen Jugendspiele abzuwehren

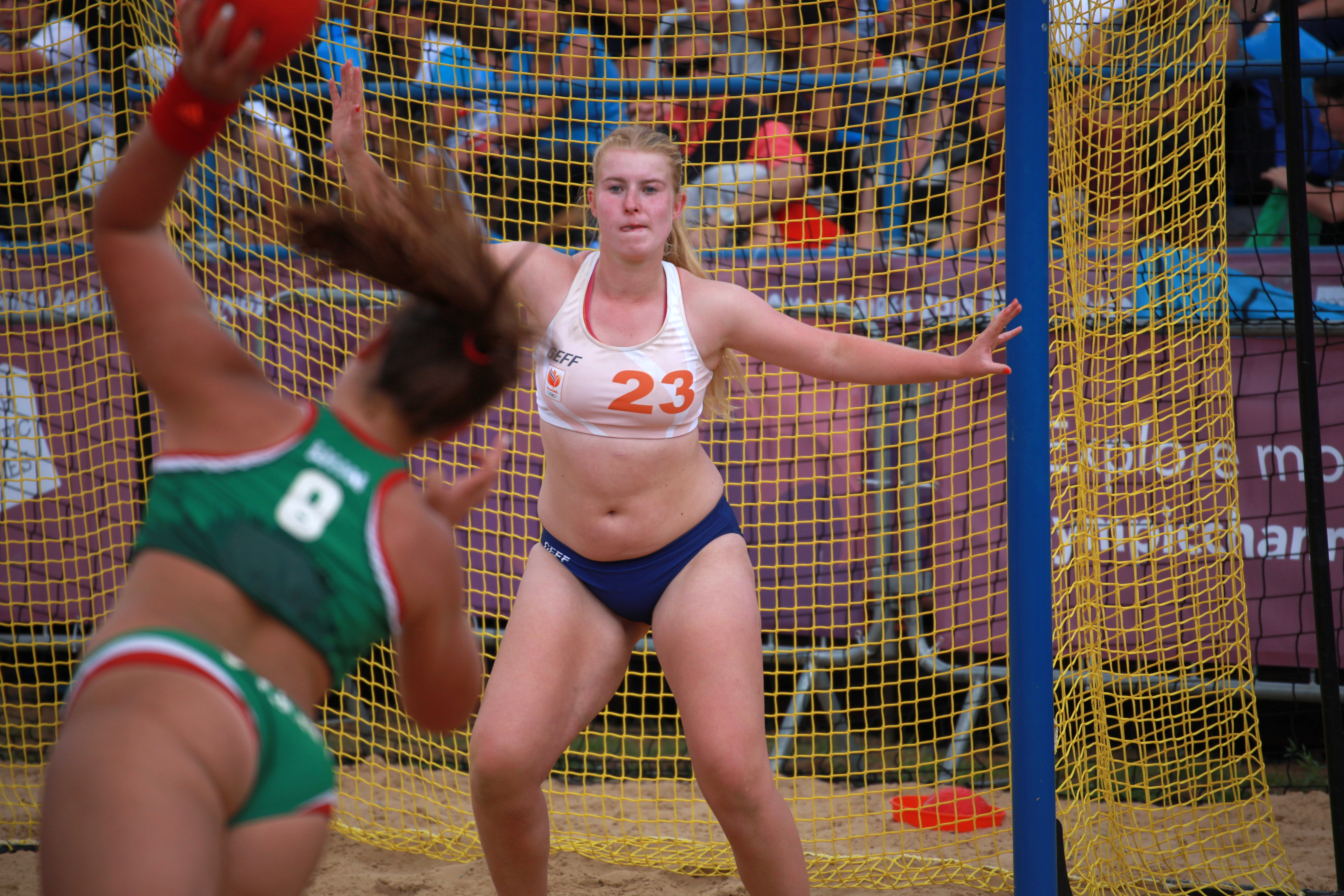
Bakker erwartet den Wurf von Sára Léránt im Spiel um die Bronzemedaille bei den Olympischen Jugendspielen

Zum Höhepunkt und Abschluss der Juniorinnenzeit wurde die Teilnahme an den Olympischen Jugend-Sommerspielen 2018 in Buenos Aires, bei denen erstmals im Rahmen Olympischer Spiele Beachhandball ausgetragen wurde und Bakker wieder mit van der Linden das Torwartduo bildete. Beim ersten Sieg gegen Paraguay erzielte Bakker auch vier Punkte, darunter den ersten Treffer der Niederländerinnen im Turnier und des Spiels sowie das letzte Tor des Spiels. Zudem wehrte sie 40 % der gegnerischen Schüsse ab. Noch besser war ihre Quote mit 76 % gehaltenen Würfen im zweiten Spiel gegen Hongkong, einem herausragenden Wert. Beim Sieg gegen die Türkei agierte sie ebenso wie beim Sieg im Shootout gegen Venezuela eher unauffällig. Beim abschließenden Sieg über die starken Gastgeberinnen hielt sie wieder ein Drittel der gegnerischen Torversuche. Beim ersten Spiel in der Hauptrunde, einem 2-1-Sieg im Shootout über Chinesisch Taipeh (Taiwan), agierte Bakker sehr offensiv und warf acht Punkte – darunter das Sieg entscheidende Tor im Shootout – und war damit als Torhüterin nach Klesser und Buter drittbeste Werferin ihres Teams. Zudem hielt sie mit neun von 27 gegnerischen Torwürfen wieder ein Drittel aller gegnerischer Versuche. Beim Sieg im Shootout über Kroatien hielt sie erneut ein Drittel der gegnerischen Würfe und traf auch wieder zweimal für vier Punkte, darunter erneut den Siegtreffer im Shootout. Bei der Niederlage im Shootout gegen die Ungarinnen hielt sie dennoch elf von 25 gegnerischen Versuchen und damit den Spitzenwert von 44 %. Trotz der Niederlage erreichten die Niederlande als Gruppenerste die Halbfinals. Nach einem bis dahin überzeugenden Turnier unterlagen sie hier jedoch der Mannschaft Kroatiens klar in zwei Sätzen. Bakker konnte nur drei von 16 gegnerischen Versuchen halten. Auch das Spiel um die Bronzemedaille verloren die Niederländerinnen gegen die Vertretung Ungarns, die Dauerrivalen der letzten Jahre. Mit nur einem gehaltenen Wurf von 17 Versuchen zeigte Bakker ihre schwächste Turnierleistung. Mit 24 erzielten Punkten war sie erfolgreicher als ihre im Feld spielenden Teamkolleginnen Zoë van Giersbergen und Marit Crajé.

### Frauen

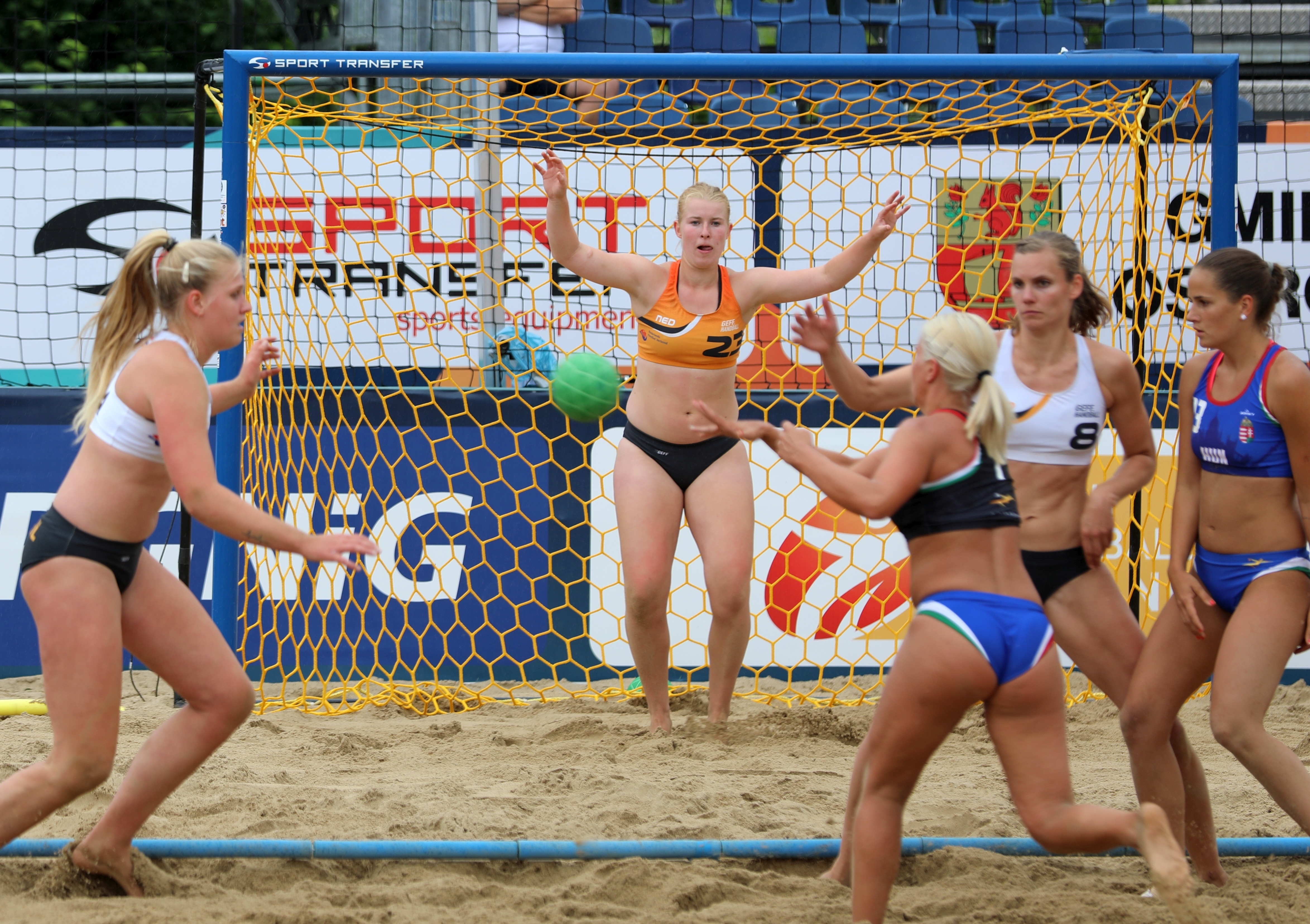
Bakker erwartet einen ungarischen Angriff im Halbfinale der Europameisterschaften 2019

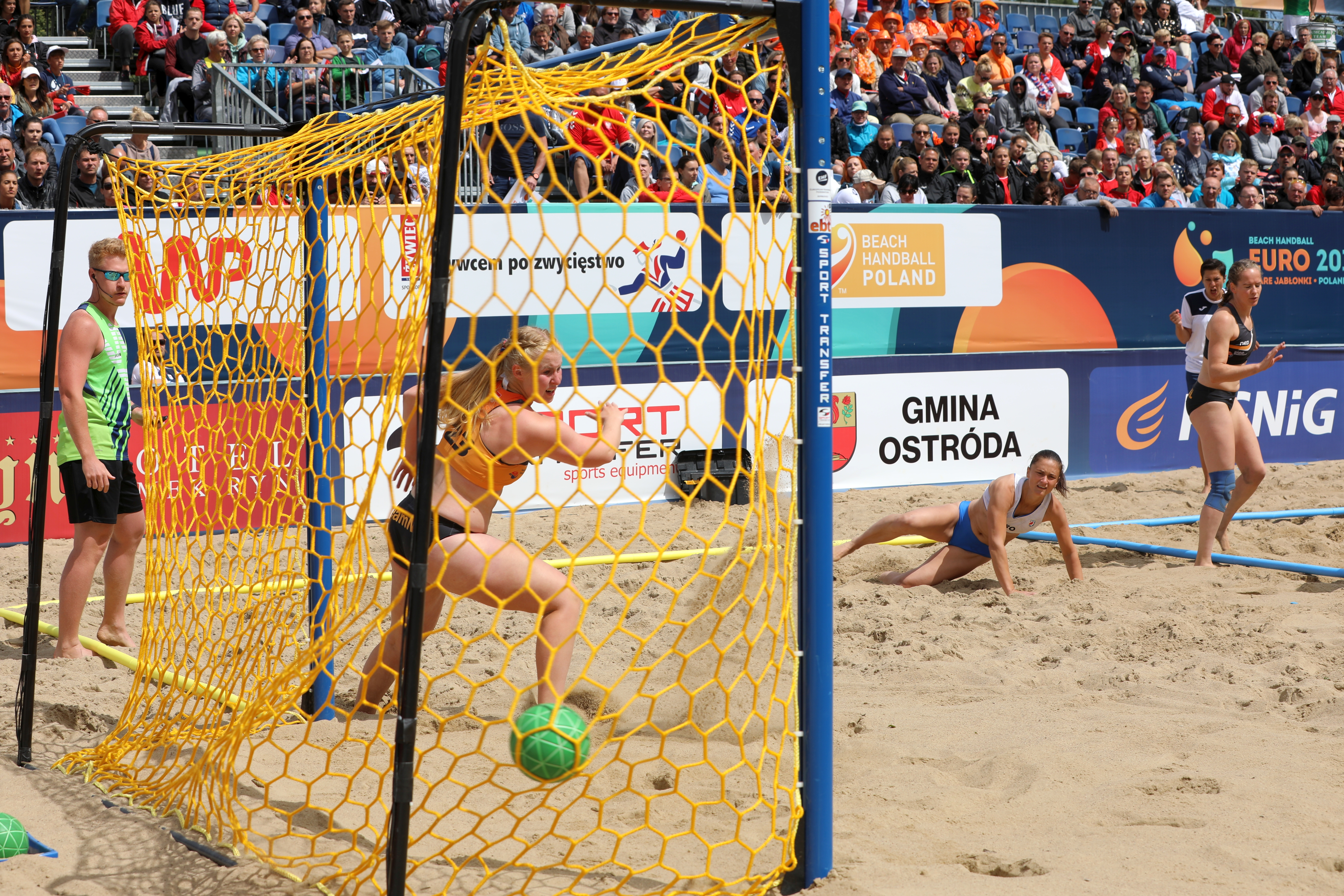
Bakker muss im Spiel um die Bronzemedaille bei den Europameisterschaften 2019 ein Tor von Martina Ćorković hinnehmen

Im Jahr darauf gehörte Bakker zum Kader der niederländischen Beachhandball-Nationalmannschaft der Frauen für die Beachhandball Euro 2019 in Stare Jabłonki. Wie ihre Mannschaftskollegin Marit van Ede, Amber van der Meij und Anna Buter schaffte sie damit den direkten Sprung von der Junioren- zur A-Nationalmannschaft, Lynn Klesser wurde erst unmittelbar vor dem Turnier aus dem Aufgebot gestrichen. In der Vorrunde besiegten die Niederländerinnen zunächst Rumänien und die Türkei, gegen die Türkei mit der Olympiastarterin Dilek Yılmaz erzielte sie ihre beiden ersten Punkte im Turnier. Gegen Kroatien, das ebenfalls mit zwei Spielerinnen von den Olympischen Jugendspielen – Anja Vida Lukšić und Petra Lovrenčević – antrat, wurde im Shootout verloren. Beim folgenden Sieg im Shootout über Norwegen erzielte Bakker nicht nur vier Punkte, sondern wurde auch erstmals während eines Turniers mit einer Zeitstrafe belegt. Hinter Norwegen zogen die „Oranjes“ als Zweitplatzierte ihrer Vorrundengruppe in die Hauptrunde ein. Beim ersten Spiel in der Hauptrunde, einem klaren Sieg über Polen, war Bakker neben Daniëlle Rozing und Manon Zijlmans mit sechs erzielten Punkten beste Werferin des Teams. Für den Sieg gegen die langjährigen Konkurrenten aus Ungarn – auch sie starteten mit fünf Spielerinnen der Olympischen Jugendspiele, Rebeka Benzsay, Csenge Braun, Gréta Hadfi, Réka Király und Gabriella Landi – steuerte Bakker vier Punkte bei. Nach dem abschließenden Sieg über Portugal zogen die Niederländerinnen als Zweitplatzierte der Hauptrunde hinter Kroatien in die Viertelfinalspiele ein, wo sie auf den amtierenden Weltmeister Griechenland trafen, das im Shootout besiegt wurde. Im Halbfinale kam es einmal mehr zum Duell mit Ungarn, das in zwei Sätzen verloren wurde. Im abschließenden Spiel um die Bronzemedaille wurde Kroatien dieses Mal geschlagen und vor allem im ersten Durchgang fast deklassiert.

## Erfolge

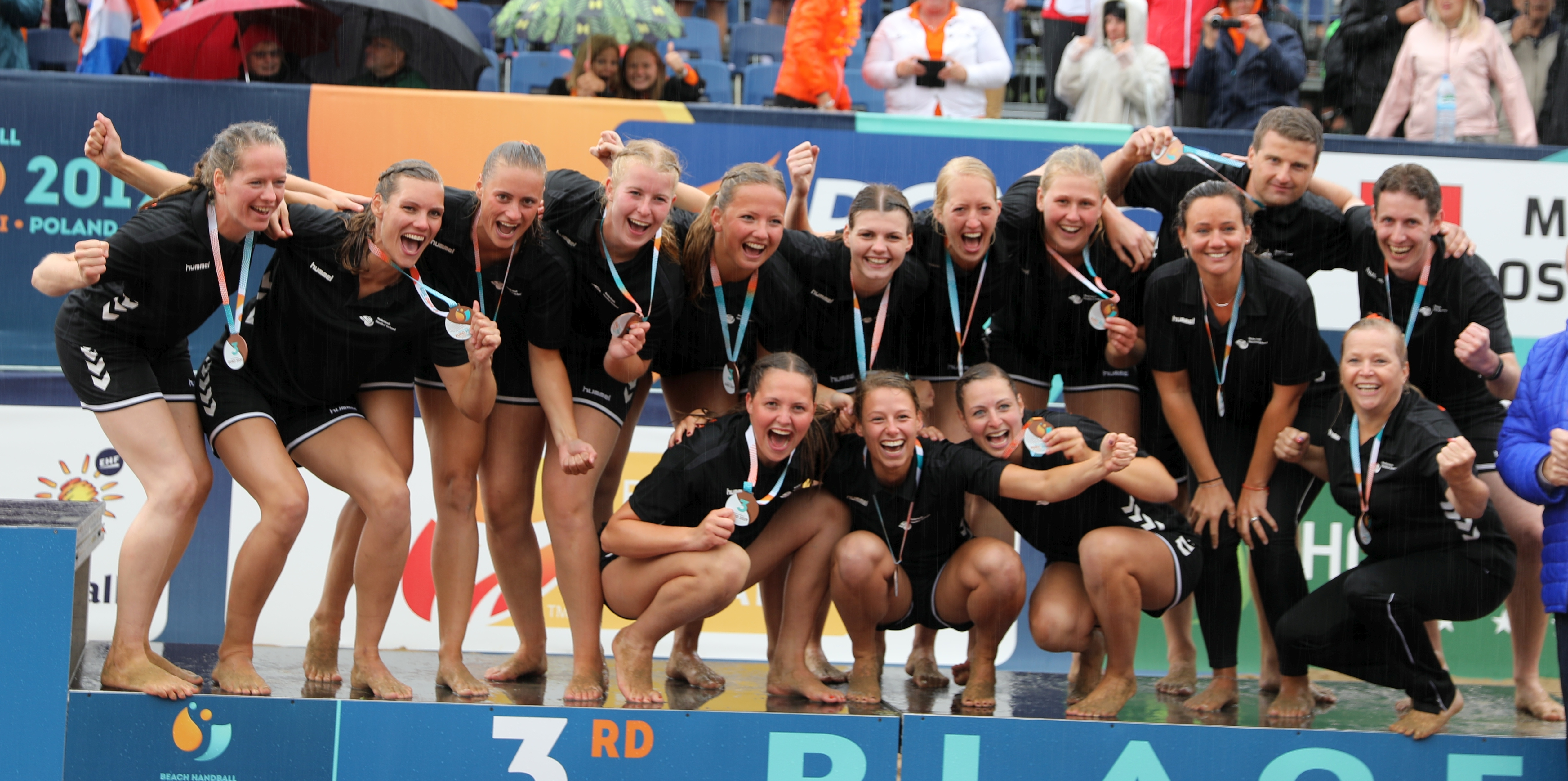
Das niederländische Team mit der Bronzemedaille bei den Europameisterschaften 2019

Europameisterschaften im Beachhandball
- 2019: Bronzemedaille

Junioren-Weltmeisterschaften im Beachhandball
- 2017: Vizeweltmeisterin

Olympische Jugendspiele
- 2018: Viertplatzierte

Junioren-Europameisterschaften im Beachhandball
- 2016: Europameisterin (U 16)
- 2017: Europameisterin (U 17)

## Einzelbelege
1. ↑  Selectie Dames 1. In: VZV Handbal. Abgerufen am 21. Juli 2020 (niederländisch).
2. ↑  European Handball Federation - 2016 Women's ECh Beach Handball 16 / Match Details. Abgerufen am 21. Juli 2020 (englisch).
3. ↑  European Handball Federation - 2016 Women's ECh Beach Handball 16 / Match Details. Abgerufen am 21. Juli 2020 (englisch).
4. ↑  European Handball Federation - 2016 Women's ECh Beach Handball 16 / Match Details. Abgerufen am 21. Juli 2020 (englisch).
5. ↑  European Handball Federation - 2016 Women's ECh Beach Handball 16 / Match Details. Abgerufen am 21. Juli 2020 (englisch).
6. ↑  European Handball Federation - 2017 Women's Ech Beach Handball 17 / Match Details. Abgerufen am 6. Juli 2020 (englisch).
7. ↑  European Handball Federation - 2017 Women's Ech Beach Handball 17 / Match Details. Abgerufen am 6. Juli 2020 (englisch).
8. ↑  European Handball Federation - 2017 Women's Ech Beach Handball 17 / Match Details. Abgerufen am 6. Juli 2020 (englisch).
9. ↑  handball-world: Beach-EM: Niederlande und Spanien sichern sich Titel bei der U17. Abgerufen am 16. März 2022.
10. ↑  European Handball Federation - 2017 Women's Ech Beach Handball 17 / Match Details. Abgerufen am 6. Juli 2020 (englisch).
11. ↑  DiemerNieuws - 20 juli 2017. Abgerufen am 2. September 2020.
12. ↑  European Handball Federation - 2018 Women's ECh Beach Handball 18 / Match Details. Abgerufen am 2. September 2020 (englisch).
13. ↑  Advance Communications: Nederlands Beach Handbalteam U18 gaat voor Olympisch goud! | Handbalstartpunt - Dé handbalwebsite van Nederland. Abgerufen am 30. September 2019 (niederländisch).
14. ↑  2018 Summer Youth Olympics Official Result Book Beach handball
15. ↑  European Handball Federation - 2019 Women's ECh Beach Handball / Match Details. Abgerufen am 6. Juli 2020 (englisch).
16. ↑  European Handball Federation - 2019 Women's ECh Beach Handball / Match Details. Abgerufen am 6. Juli 2020 (englisch).
17. ↑  European Handball Federation - 2019 Women's ECh Beach Handball / Match Details. Abgerufen am 6. Juli 2020 (englisch).
18. ↑  European Handball Federation - 2019 Women's ECh Beach Handball / Match Details. Abgerufen am 6. Juli 2020 (englisch).

| Personendaten    | Personendaten                     |
| ---------------- | --------------------------------- |
| NAME             | Bakker, Lisanne                   |
| KURZBESCHREIBUNG | niederländische Handballspielerin |
| GEBURTSDATUM     | 17. September 2000                |
| GEBURTSORT       | Alkmaar                           |